# Acacia pravissimia
Acacia pravissimia é uma espécie de leguminosa do gênero Acacia, pertencente à família Fabaceae.